# 飯田光
飯田光（日语：／ Iida Hikaru，8月28日—）是出身於日本福冈县的女性聲優。Raccoon Dog所属。

## 經歷
畢業於Pro-Fit聲優養成所。於2019年8月公開所屬，成為預託成員。
於「聲優Stadium 2017」中獲得準優勝（亞軍）。
2019年10月，在短篇動畫《天華百劍 ～歡迎來到銘治館！～》中以作品聲優組合「庖丁三姉妹」的成員身份參與活動。
隨著所屬公司Pro-Fit於2022年3月底結束經紀業務，飯田光於同年4月1日轉籍至Raccoon Dog。
飯田光首次於2024年播出的《女僕冥土小姐》中擔任横谷李戀，是動畫中的主要角色之一。

## 人物
方言是博多方言。
興趣是唱歌、拍照和做料理，特長則是唱歌和美食報導。飯田光從小就喜歡唱歌，因此在每次高中時期考完試後，便和朋友一起去卡拉OK唱自己喜歡的歌曲。

## 演出作品
※粗體字為主要角色。

### 電視動畫
2019年
- 天華百劍 ～歡迎來到銘治館！～（透正宗[10]）

2020年
- 昨日之歌[2]

2021年
- 後空翻少年！！（小孩[2]）
- 我们的重制人生（主持人、大橋ナルミ[2]）
- Platinum End（路人女）

2022年
- 平凡職業造就世界最強 第2季（海人族女性B[2]）
- SLOW LOOP-女孩的釣魚慢活-（女孩子、女子[2]）
- RPG不動產（幼年妹妹[2]）
- 式守同學不只可愛而已（女學生[2]）
- 神渣☆偶像

2023年
- 為了養老，我要在異世界存8萬枚金幣（安凱[2]）
- World Dai Star（面試者B[2]）
- 【我推的孩子】
- 謊言遊戲（電子聲音、學生3）
- 大小姐和看門犬（麻美[2]、女學生3、店員）
- 星靈感應（少女、遠藤友子[2]）
- 聖女魔力無所不能（侍女[2]）
- 超超超超超喜歡你的100個女朋友（男孩子[2]）

2024年
- 龍族拼圖（2024年 - 2025年、薩尼、女粉絲A[2]）
- Re:Monster（哥布林[2]）
- 女僕冥土小姐（横谷李戀[11]）

### 劇場版動畫
- 酷愛電影的龐波小姐（2021年）[2]
- 劇場版 偶像活動Planet！（2022年，粉絲[2]）
- 天使降臨到我身邊！珍貴的朋友（2022年）[2]

### 網路動畫
- 世界末日與柴犬同行（2022年，梅格[12]、狸猫[13]、飼主[2])

### 遊戲
時期不明
- 逆轉奧賽羅尼亞（ドリーム[2]）

2019年
- 天華百劍 -斬-（透正宗[14]）
- 新楓之谷（2019年 - 2023年、莉莉、黑騎士〈女〉[15][2]、天使破壞者[16]）
- Merry Garland（拉琪亞[17]、諾恩[18]）

2020年
- 最終休止符 -無止境的螺旋物語-（江氏姐妹〈三洙〉[19]）
- 決鬥王 PLAY'S（JJ[20]、特攻人形ジェニー）

2021年
- 魔法紀錄 魔法少女小圓外傳（2021年 - 2022年、遊狩美由利[21]）
- 怪物彈珠（2021年 - 2025年、加琳娜[22]、島津豐久[23]）
- 艦隊Collection（2021年 - 2022年、加富爾伯爵[24]、玉波[2]）
- Pokémon MEZASTAR（ヨウコ[25]）

2022年
- 拂曉：勝利之刻（衣笠、マッコール[2]）
- アビス:リバースファントム（ラキア[26]）
- 永恆星語磷光起源（ヒナ[27]）
- 碧藍航線（若月[28]）
- 热血硬派国夫君外传 热血少女2（英语：River City Girls 2）

2023年
- 幻獸契約Cryptract（レーツェル[2]）
- 歧路旅人II
- 棕色塵埃2（2023年 - 2025年、維爾尼[29]、艾瑪[30]、拉菲娜[31]、惡魔寄宿的人偶[32]）
- 緋染天空 Heaven Burns Red（ひとよ[2]）
- 絢爛傳說（ヴィータ[33]）
- League of Angels 3（ルイス[34]）

2024年
- 魑魅之缘（以[35]）
- 勇氣之劍×火焰之魂（謝意ヲ表現スル石[36]）
- 廢墟圖書館（ルル[37]）
- 不可思議的幻想鄉 -FORESIGHT-（わかさぎ姫[38]）
- 学园偶像大师（2024年 - 2025年、藤田琴音[39]）
- Crash Fever（アヴェニール[40]）
- goHELLgo 去地獄（すずらん[41]）
- 聖女不死心 ～不受歡迎形單影隻的死靈法師轉生成為聖女，努力結交新的朋友～（娜迪亞·卡蒂·潘塔格拉姆[42]）

2025年
- 超時空戰記全球版（ティタニア白虎[43]）
- 制服女友2（八尋実咲[44]）
- 超異域公主連結☆Re:Dive（ルルィ[45]）
- 天月麻雀（Yoyo[46]）
- 空之軌跡 the 1st（緹妲·拉賽爾[47][48]）

## 外部連結
- 飯田光 - Raccoon Dog
- 飯田光的X（前Twitter）